# Бондарчук, Сергей Михайлович
Сергей Михайлович Бондарчук (укр. Сергій Михайлович Бондарчук; 9 сентября 1961, Губин, Староконстантиновский район, Хмельницкая область, Украинская ССР, СССР — 20 февраля 2014, Киев, Украина) — украинский политический и общественный деятель, педагог, активист Евромайдана. Герой Украины (2014, посмертно).

## Биография
С 1997 года преподавал физику в Староконстантиновской гимназии Старокостянинивского городского совета Хмельницкой области. Учитель высшей категории, учитель-методист, победитель городского и участник областного этапов конкурса «Учитель года-2013» в номинации «Физика», координатор Всеукраинского физического конкурса «Львёнок» в городе Староконстантинове. Член «Просвиты».
Член исполнительного комитета Староконстантиновского городского совета Хмельницкой области. Член совета содействия развитию образования города Староконстантинов. В 2005—2009 годах возглавлял городскую организацию Конгресса Украинских Националистов. С 19 июня 2009 года глава Староконстантиновской городской организации ВО «Свобода». Помощник-консультант народного депутата Украины Игоря Сабия.
Награждён посмертно Казацким Крестом «За казацкое мужество на Майдане» с правом ношения всем его потомкам по представлению Староконстантиновского районного казачества, по решению наградной комиссии 4-го казачьего редута Майдана.
Погиб 20 февраля 2014 года на улице Институтской в Киеве от пули снайпера. 

## Награды
- Звание Герой Украины с удостаиванием ордена «Золотая Звезда» (21 ноября 2014 года, посмертно) — за гражданское мужество, патриотизм, героическое отстаивание конституционных принципов демократии, прав и свобод человека, самоотверженное служение Украинскому народу, проявленные во время Революции достоинства[6]
- Медаль «За жертвенность и любовь к Украине» (УПЦ КП, июнь 2015 года) (посмертно)[7]